# Passare (ritverktyg)
Passare eller cirkelpassare är ett verktyg som används för att till exempel rita cirklar. Den är ställbar och har två skänklar, med en spets respektive ett ritstift.

## Användning och varianter
En passare kan också användas för att mäta avstånd, speciellt på en karta. Då används ofta en speciell passare, stickpassare, som har spetsar i båda "benen" (och alltså saknar ritstift). Denna används vid avståndsbestämning och positionsbestämning på sjökort.
Det finns även krumpassare som är ett verktyg som både mäter tjockleken på skålväggar och diameter.
I vissa klassiska konstruktionsproblem skall geometriska frågeställningar lösas med passare och rätskiva.

## Passare i kulturen
En passare återfinns på Östtysklands flagga, tillsammans med en hammare och en krans av sädesax.

## Bilder

Olika typer av passare
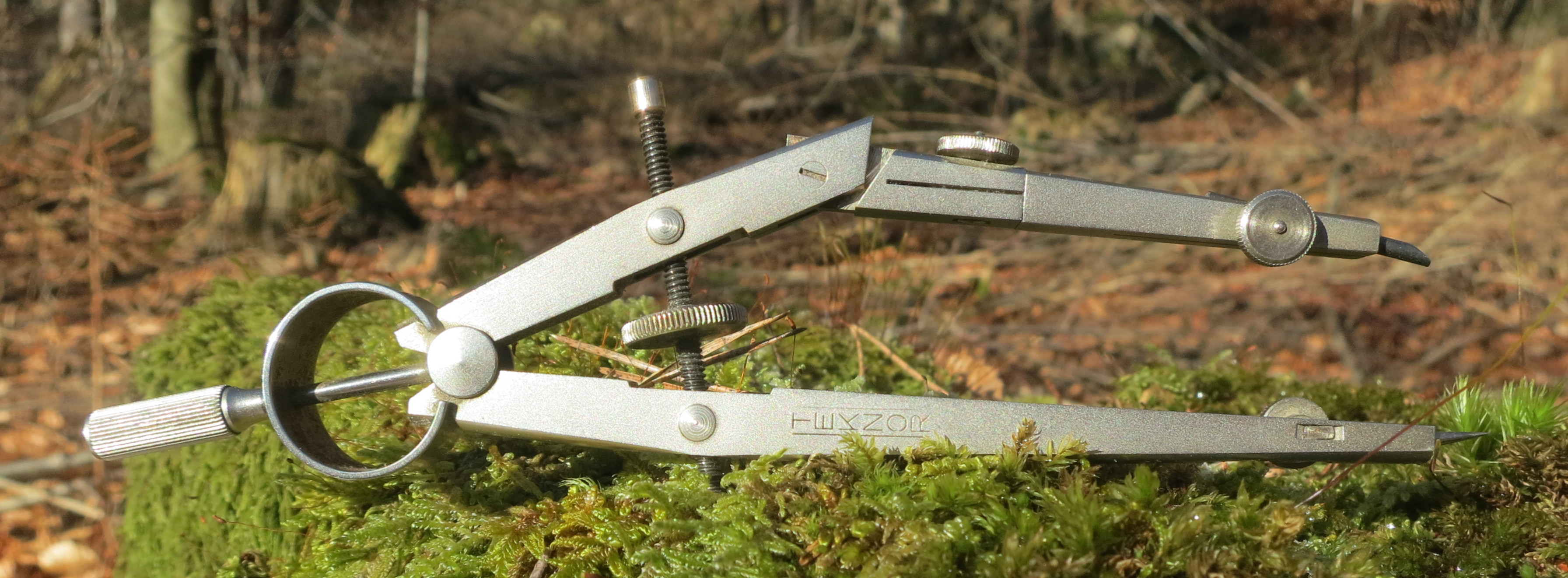
Cirkelpassare
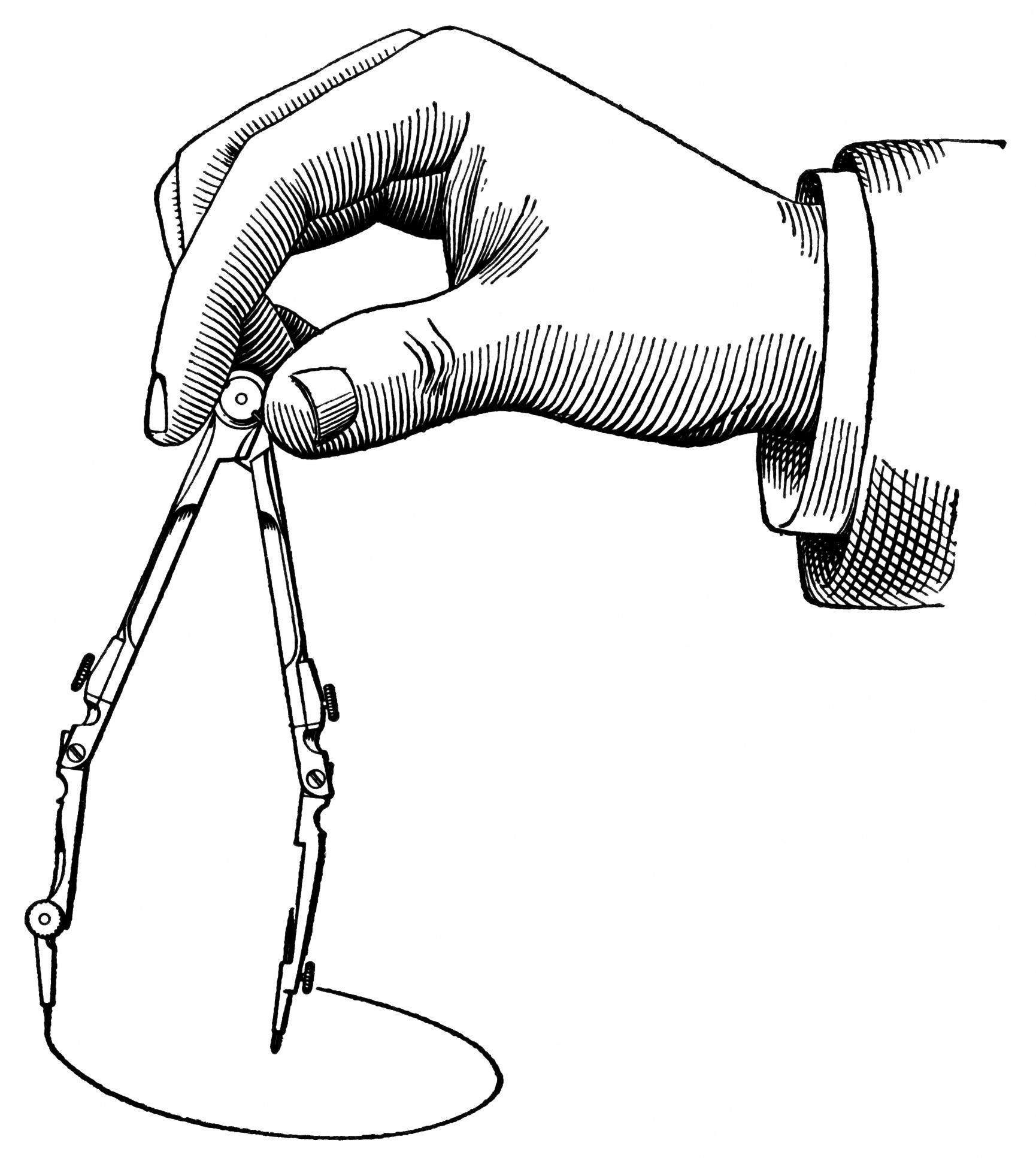
Konstruktion av cirkel med passare
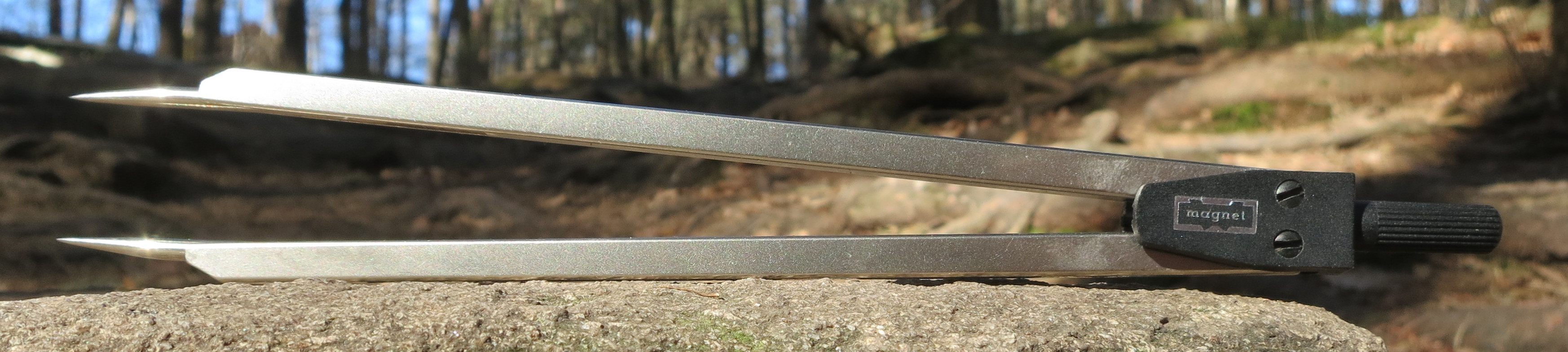
Stickpassare
Spetspassare (transportör) av stål 1600-tal